# Liste der marshallischen Außenminister
Diese Liste der marshallischen Außenminister listet alle marshallischen Außenminister seit 1979 auf.
| Antritt         | Abgang       | Außenminister     | Leben       | Partei                  | Regierung                                                      |
| --------------- | ------------ | ----------------- | ----------- | ----------------------- | -------------------------------------------------------------- |
| 1979            | 1987         | Tony de Brum      | 1945 – 2017 |                         | Regierung Amata Kabua                                          |
| 1987            | 1988         | Charles Domnick   |             |                         | Regierung Amata Kabua                                          |
| 1988            | 1994         | Tom Kijiner       | * 1945      |                         | Regierung Amata Kabua                                          |
| 1994            | 2000         | Phillip H. Muller | * 1956      |                         | Regierung Amata Kabua, Regierung Lemari, Regierung Imata Kabua |
| 2000            | 2001         | Alvin Jacklick    | * 1949      | KEA                     | Regierung Note                                                 |
| 2001            | 2008         | Gerald Zackios    | * 1965      |                         | Regierung Note                                                 |
| 2008            | 2009         | Tony de Brum      | 1945 – 2017 |                         | Regierung Tomeing                                              |
| 2009            | 2012         | John Silk         | * 1956      |                         | Regierung Zackhras, Regierung Zedkaia                          |
| 2012            | 2014         | Phillip H. Muller | * 1956      |                         | Regierung Loeak                                                |
| 2014            | 2016         | Tony de Brum      | 1945 – 2017 |                         | Regierung Loeak                                                |
| 2016            | 2016         | Kessai Note       | * 1950      | United Democratic Party | Regierung Nemra                                                |
| 2016            | 2020         | John Silk         | * 1956      |                         | Regierung Heine                                                |
| 13. Januar 2020 | 7. Juni 2022 | Casten Nemra      | * 1971      |                         | Regierung Kabua                                                |
| 7. Juni 2022    | amtierend    | Kitlang Kabua     | * 1991      |                         | Regierung Kabua                                                |